# NGC 373
NGC 373 là một thiên hà hình elip nằm trong chòm sao Song Ngư. Nó được phát hiện vào ngày 12 tháng 12 năm 1876 bởi Dreyer. Nó được Dreyer mô tả là "rất mờ nhạt, rất nhỏ".